# Alexander Aleksandrovitsj van Rusland

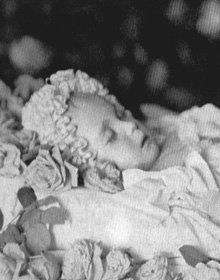
Alexander Aleksandrovitsj van Rusland

Alexander Aleksandrovitsj Romanov (Russisch: Великий Князь Александр Александрович Романов) (Sint-Petersburg, 7 juni 1869 – Sint-Petersburg, 2 mei 1870), grootvorst van Rusland, was de zoon van tsaar Alexander III van Rusland en tsarina Maria Fjodorovna. 
Toen Alexander geboren werd was zijn vader nog tsarevitsj van Rusland en zijn grootvader Alexander II tsaar van Rusland. Na zijn oudere broer, grootvorst Nicolaas, was grootvorst Alexander derde in lijn van troonopvolging. Alexander stierf echter op 2 mei 1870 aan hersenvliesontsteking en haalde dus nooit zijn eerste verjaardag. Zijn ouders hebben hem na zijn dood gefotografeerd en laten tekenen om een herinnering aan hem te hebben.

## Kwartierstaat
| Nicolaas I van Rusland (1796–1855) | Nicolaas I van Rusland (1796–1855) | Nicolaas I van Rusland (1796–1855) | Nicolaas I van Rusland (1796–1855) | Nicolaas I van Rusland (1796–1855)   | Nicolaas I van Rusland (1796–1855)   | Charlotte van Pruisen (1798-1860)    | Charlotte van Pruisen (1798-1860)    | Charlotte van Pruisen (1798-1860)    | Charlotte van Pruisen (1798-1860)    | Charlotte van Pruisen (1798-1860)     | Charlotte van Pruisen (1798-1860)     |                                                   |                                                   | Lodewijk II van Hessen-Darmstadt (1777-1848)      | Lodewijk II van Hessen-Darmstadt (1777-1848)      | Lodewijk II van Hessen-Darmstadt (1777-1848)      | Lodewijk II van Hessen-Darmstadt (1777-1848)      | Lodewijk II van Hessen-Darmstadt (1777-1848) | Lodewijk II van Hessen-Darmstadt (1777-1848) | Wilhelmina van Baden (1788-1836)               | Wilhelmina van Baden (1788-1836)               | Wilhelmina van Baden (1788-1836)               | Wilhelmina van Baden (1788-1836)               | Wilhelmina van Baden (1788-1836)               | Wilhelmina van Baden (1788-1836)               |  |  | Frederik Willem van Sleeswijk- Holstein-Sonderburg-Glücksburg (1785-1831) | Frederik Willem van Sleeswijk- Holstein-Sonderburg-Glücksburg (1785-1831) | Frederik Willem van Sleeswijk- Holstein-Sonderburg-Glücksburg (1785-1831) | Frederik Willem van Sleeswijk- Holstein-Sonderburg-Glücksburg (1785-1831) | Frederik Willem van Sleeswijk- Holstein-Sonderburg-Glücksburg (1785-1831) | Frederik Willem van Sleeswijk- Holstein-Sonderburg-Glücksburg (1785-1831) | Louise Caroline van Hesse-Kassel (1789-1867) | Louise Caroline van Hesse-Kassel (1789-1867) | Louise Caroline van Hesse-Kassel (1789-1867)    | Louise Caroline van Hesse-Kassel (1789-1867)    | Louise Caroline van Hesse-Kassel (1789-1867)    | Louise Caroline van Hesse-Kassel (1789-1867)    |                                                 |                                                 | Willem van Hessen-Kassel (1787-1867) | Willem van Hessen-Kassel (1787-1867) | Willem van Hessen-Kassel (1787-1867)       | Willem van Hessen-Kassel (1787-1867)       | Willem van Hessen-Kassel (1787-1867)       | Willem van Hessen-Kassel (1787-1867)       | Louise Charlotte van Denemarken (1789-1864) | Louise Charlotte van Denemarken (1789-1864) | Louise Charlotte van Denemarken (1789-1864) | Louise Charlotte van Denemarken (1789-1864) | Louise Charlotte van Denemarken (1789-1864) | Louise Charlotte van Denemarken (1789-1864) |  |  |  |  |  |  |  |  |  |  |  |  |  |  |  |  |  |  |  |  |  |  |  |  |  |  |  |  |  |  |  |  |  |  |  |  |  |  |  |  |  |  |  |  |  |  |  |  |
| Nicolaas I van Rusland (1796–1855) | Nicolaas I van Rusland (1796–1855) | Nicolaas I van Rusland (1796–1855) | Nicolaas I van Rusland (1796–1855) | Nicolaas I van Rusland (1796–1855)   | Nicolaas I van Rusland (1796–1855)   | Charlotte van Pruisen (1798-1860)    | Charlotte van Pruisen (1798-1860)    | Charlotte van Pruisen (1798-1860)    | Charlotte van Pruisen (1798-1860)    | Charlotte van Pruisen (1798-1860)     | Charlotte van Pruisen (1798-1860)     |                                                   |                                                   | Lodewijk II van Hessen-Darmstadt (1777-1848)      | Lodewijk II van Hessen-Darmstadt (1777-1848)      | Lodewijk II van Hessen-Darmstadt (1777-1848)      | Lodewijk II van Hessen-Darmstadt (1777-1848)      | Lodewijk II van Hessen-Darmstadt (1777-1848) | Lodewijk II van Hessen-Darmstadt (1777-1848) | Wilhelmina van Baden (1788-1836)               | Wilhelmina van Baden (1788-1836)               | Wilhelmina van Baden (1788-1836)               | Wilhelmina van Baden (1788-1836)               | Wilhelmina van Baden (1788-1836)               | Wilhelmina van Baden (1788-1836)               |  |  | Frederik Willem van Sleeswijk- Holstein-Sonderburg-Glücksburg (1785-1831) | Frederik Willem van Sleeswijk- Holstein-Sonderburg-Glücksburg (1785-1831) | Frederik Willem van Sleeswijk- Holstein-Sonderburg-Glücksburg (1785-1831) | Frederik Willem van Sleeswijk- Holstein-Sonderburg-Glücksburg (1785-1831) | Frederik Willem van Sleeswijk- Holstein-Sonderburg-Glücksburg (1785-1831) | Frederik Willem van Sleeswijk- Holstein-Sonderburg-Glücksburg (1785-1831) | Louise Caroline van Hesse-Kassel (1789-1867) | Louise Caroline van Hesse-Kassel (1789-1867) | Louise Caroline van Hesse-Kassel (1789-1867)    | Louise Caroline van Hesse-Kassel (1789-1867)    | Louise Caroline van Hesse-Kassel (1789-1867)    | Louise Caroline van Hesse-Kassel (1789-1867)    |                                                 |                                                 | Willem van Hessen-Kassel (1787-1867) | Willem van Hessen-Kassel (1787-1867) | Willem van Hessen-Kassel (1787-1867)       | Willem van Hessen-Kassel (1787-1867)       | Willem van Hessen-Kassel (1787-1867)       | Willem van Hessen-Kassel (1787-1867)       | Louise Charlotte van Denemarken (1789-1864) | Louise Charlotte van Denemarken (1789-1864) | Louise Charlotte van Denemarken (1789-1864) | Louise Charlotte van Denemarken (1789-1864) | Louise Charlotte van Denemarken (1789-1864) | Louise Charlotte van Denemarken (1789-1864) |  |  |  |  |  |  |  |  |  |  |  |  |  |  |  |  |  |  |  |  |  |  |  |  |  |  |  |  |  |  |  |  |  |  |  |  |  |  |  |  |  |  |  |  |  |  |  |  |
|                                    |                                    |                                    |                                    |                                      |                                      |                                      |                                      |                                      |                                      |                                       |                                       |                                                   |                                                   |                                                   |                                                   |                                                   |                                                   |                                              |                                              |                                                |                                                |                                                |                                                |                                                |                                                |  |  |                                                                           |                                                                           |                                                                           |                                                                           |                                                                           |                                                                           |                                              |                                              |                                                 |                                                 |                                                 |                                                 |                                                 |                                                 |                                      |                                      |                                            |                                            |                                            |                                            |                                             |                                             |                                             |                                             |                                             |                                             |  |  |  |  |  |  |  |  |  |  |  |  |  |  |  |  |  |  |  |  |  |  |  |  |  |  |  |  |  |  |  |  |  |  |  |  |  |  |  |  |  |  |  |  |  |  |  |  |
|                                    |                                    |                                    |                                    | Alexander II van Rusland (1818–1881) | Alexander II van Rusland (1818–1881) | Alexander II van Rusland (1818–1881) | Alexander II van Rusland (1818–1881) | Alexander II van Rusland (1818–1881) | Alexander II van Rusland (1818–1881) |                                       |                                       |                                                   |                                                   |                                                   |                                                   | Marie van Hessen-Darmstadt (1824-1880)            | Marie van Hessen-Darmstadt (1824-1880)            | Marie van Hessen-Darmstadt (1824-1880)       | Marie van Hessen-Darmstadt (1824-1880)       | Marie van Hessen-Darmstadt (1824-1880)         | Marie van Hessen-Darmstadt (1824-1880)         |                                                |                                                |                                                |                                                |  |  |                                                                           |                                                                           |                                                                           |                                                                           | Christiaan IX van Denemarken (1818-1906)                                  | Christiaan IX van Denemarken (1818-1906)                                  | Christiaan IX van Denemarken (1818-1906)     | Christiaan IX van Denemarken (1818-1906)     | Christiaan IX van Denemarken (1818-1906)        | Christiaan IX van Denemarken (1818-1906)        |                                                 |                                                 |                                                 |                                                 |                                      |                                      | Louise van Hessen-Kassel (1817-1898)       | Louise van Hessen-Kassel (1817-1898)       | Louise van Hessen-Kassel (1817-1898)       | Louise van Hessen-Kassel (1817-1898)       | Louise van Hessen-Kassel (1817-1898)        | Louise van Hessen-Kassel (1817-1898)        |                                             |                                             |                                             |                                             |  |  |  |  |  |  |  |  |  |  |  |  |  |  |  |  |  |  |  |  |  |  |  |  |  |  |  |  |  |  |  |  |  |  |  |  |  |  |  |  |  |  |  |  |  |  |  |  |
|                                    |                                    |                                    |                                    | Alexander II van Rusland (1818–1881) | Alexander II van Rusland (1818–1881) | Alexander II van Rusland (1818–1881) | Alexander II van Rusland (1818–1881) | Alexander II van Rusland (1818–1881) | Alexander II van Rusland (1818–1881) |                                       |                                       |                                                   |                                                   |                                                   |                                                   | Marie van Hessen-Darmstadt (1824-1880)            | Marie van Hessen-Darmstadt (1824-1880)            | Marie van Hessen-Darmstadt (1824-1880)       | Marie van Hessen-Darmstadt (1824-1880)       | Marie van Hessen-Darmstadt (1824-1880)         | Marie van Hessen-Darmstadt (1824-1880)         |                                                |                                                |                                                |                                                |  |  |                                                                           |                                                                           |                                                                           |                                                                           | Christiaan IX van Denemarken (1818-1906)                                  | Christiaan IX van Denemarken (1818-1906)                                  | Christiaan IX van Denemarken (1818-1906)     | Christiaan IX van Denemarken (1818-1906)     | Christiaan IX van Denemarken (1818-1906)        | Christiaan IX van Denemarken (1818-1906)        |                                                 |                                                 |                                                 |                                                 |                                      |                                      | Louise van Hessen-Kassel (1817-1898)       | Louise van Hessen-Kassel (1817-1898)       | Louise van Hessen-Kassel (1817-1898)       | Louise van Hessen-Kassel (1817-1898)       | Louise van Hessen-Kassel (1817-1898)        | Louise van Hessen-Kassel (1817-1898)        |                                             |                                             |                                             |                                             |  |  |  |  |  |  |  |  |  |  |  |  |  |  |  |  |  |  |  |  |  |  |  |  |  |  |  |  |  |  |  |  |  |  |  |  |  |  |  |  |  |  |  |  |  |  |  |  |
|                                    |                                    |                                    |                                    |                                      |                                      |                                      |                                      |                                      |                                      | Alexander III van Rusland (1845–1894) | Alexander III van Rusland (1845–1894) | Alexander III van Rusland (1845–1894)             | Alexander III van Rusland (1845–1894)             | Alexander III van Rusland (1845–1894)             | Alexander III van Rusland (1845–1894)             |                                                   |                                                   |                                              |                                              |                                                |                                                |                                                |                                                |                                                |                                                |  |  |                                                                           |                                                                           |                                                                           |                                                                           |                                                                           |                                                                           |                                              |                                              |                                                 |                                                 | Dagmar van Denemarken (1847-1928)               | Dagmar van Denemarken (1847-1928)               | Dagmar van Denemarken (1847-1928)               | Dagmar van Denemarken (1847-1928)               | Dagmar van Denemarken (1847-1928)    | Dagmar van Denemarken (1847-1928)    |                                            |                                            |                                            |                                            |                                             |                                             |                                             |                                             |                                             |                                             |  |  |  |  |  |  |  |  |  |  |  |  |  |  |  |  |  |  |  |  |  |  |  |  |  |  |  |  |  |  |  |  |  |  |  |  |  |  |  |  |  |  |  |  |  |  |  |  |
|                                    |                                    |                                    |                                    |                                      |                                      |                                      |                                      |                                      |                                      | Alexander III van Rusland (1845–1894) | Alexander III van Rusland (1845–1894) | Alexander III van Rusland (1845–1894)             | Alexander III van Rusland (1845–1894)             | Alexander III van Rusland (1845–1894)             | Alexander III van Rusland (1845–1894)             |                                                   |                                                   |                                              |                                              |                                                |                                                |                                                |                                                |                                                |                                                |  |  |                                                                           |                                                                           |                                                                           |                                                                           |                                                                           |                                                                           |                                              |                                              |                                                 |                                                 | Dagmar van Denemarken (1847-1928)               | Dagmar van Denemarken (1847-1928)               | Dagmar van Denemarken (1847-1928)               | Dagmar van Denemarken (1847-1928)               | Dagmar van Denemarken (1847-1928)    | Dagmar van Denemarken (1847-1928)    |                                            |                                            |                                            |                                            |                                             |                                             |                                             |                                             |                                             |                                             |  |  |  |  |  |  |  |  |  |  |  |  |  |  |  |  |  |  |  |  |  |  |  |  |  |  |  |  |  |  |  |  |  |  |  |  |  |  |  |  |  |  |  |  |  |  |  |  |
|                                    |                                    |                                    |                                    |                                      |                                      |                                      |                                      |                                      |                                      |                                       |                                       |                                                   |                                                   |                                                   |                                                   |                                                   |                                                   |                                              |                                              |                                                |                                                |                                                |                                                |                                                |                                                |  |  |                                                                           |                                                                           |                                                                           |                                                                           |                                                                           |                                                                           |                                              |                                              |                                                 |                                                 |                                                 |                                                 |                                                 |                                                 |                                      |                                      |                                            |                                            |                                            |                                            |                                             |                                             |                                             |                                             |                                             |                                             |  |  |  |  |  |  |  |  |  |  |  |  |  |  |  |  |  |  |  |  |  |  |  |  |  |  |  |  |  |  |  |  |  |  |  |  |  |  |  |  |  |  |  |  |  |  |  |  |
|                                    |                                    |                                    |                                    |                                      |                                      |                                      |                                      |                                      |                                      |                                       |                                       |                                                   |                                                   |                                                   |                                                   |                                                   |                                                   |                                              |                                              |                                                |                                                |                                                |                                                |                                                |                                                |  |  |                                                                           |                                                                           |                                                                           |                                                                           |                                                                           |                                                                           |                                              |                                              |                                                 |                                                 |                                                 |                                                 |                                                 |                                                 |                                      |                                      |                                            |                                            |                                            |                                            |                                             |                                             |                                             |                                             |                                             |                                             |  |  |  |  |  |  |  |  |  |  |  |  |  |  |  |  |  |  |  |  |  |  |  |  |  |  |  |  |  |  |  |  |  |  |  |  |  |  |  |  |  |  |  |  |  |  |  |  |
|                                    |                                    |                                    |                                    | Nicolaas II van Rusland (1868–1918)  | Nicolaas II van Rusland (1868–1918)  | Nicolaas II van Rusland (1868–1918)  | Nicolaas II van Rusland (1868–1918)  | Nicolaas II van Rusland (1868–1918)  | Nicolaas II van Rusland (1868–1918)  |                                       |                                       | Alexander Aleksandrovitsj van Rusland (1869-1870) | Alexander Aleksandrovitsj van Rusland (1869-1870) | Alexander Aleksandrovitsj van Rusland (1869-1870) | Alexander Aleksandrovitsj van Rusland (1869-1870) | Alexander Aleksandrovitsj van Rusland (1869-1870) | Alexander Aleksandrovitsj van Rusland (1869-1870) |                                              |                                              | Georgi Aleksandrovitsj van Rusland (1871-1899) | Georgi Aleksandrovitsj van Rusland (1871-1899) | Georgi Aleksandrovitsj van Rusland (1871-1899) | Georgi Aleksandrovitsj van Rusland (1871-1899) | Georgi Aleksandrovitsj van Rusland (1871-1899) | Georgi Aleksandrovitsj van Rusland (1871-1899) |  |  | Xenia Aleksandrovna van Rusland (1875-1960)                               | Xenia Aleksandrovna van Rusland (1875-1960)                               | Xenia Aleksandrovna van Rusland (1875-1960)                               | Xenia Aleksandrovna van Rusland (1875-1960)                               | Xenia Aleksandrovna van Rusland (1875-1960)                               | Xenia Aleksandrovna van Rusland (1875-1960)                               |                                              |                                              | Michaël Aleksandrovitsj van Rusland (1878-1918) | Michaël Aleksandrovitsj van Rusland (1878-1918) | Michaël Aleksandrovitsj van Rusland (1878-1918) | Michaël Aleksandrovitsj van Rusland (1878-1918) | Michaël Aleksandrovitsj van Rusland (1878-1918) | Michaël Aleksandrovitsj van Rusland (1878-1918) |                                      |                                      | Olga Aleksandrovna van Rusland (1882-1960) | Olga Aleksandrovna van Rusland (1882-1960) | Olga Aleksandrovna van Rusland (1882-1960) | Olga Aleksandrovna van Rusland (1882-1960) | Olga Aleksandrovna van Rusland (1882-1960)  | Olga Aleksandrovna van Rusland (1882-1960)  |                                             |                                             |                                             |                                             |  |  |  |  |  |  |  |  |  |  |  |  |  |  |  |  |  |  |  |  |  |  |  |  |  |  |  |  |  |  |  |  |  |  |  |  |  |  |  |  |  |  |  |  |  |  |  |  |